# Richard Cobb
Richard Cobb CBE (* 20. Mai 1917 in Frinton-on-Sea, Essex; † 15. Januar 1996 in Abingdon, Oxfordshire) war ein englischer Historiker.
Er gilt als „der größte britische Frankreichhistoriker“ des 20. Jahrhunderts.

## Leben
Cobb lernte Frankreich in den 1930er-Jahren kennen und war von dem Land fasziniert.  Nach dem Ende des Zweiten Weltkrieges lebte er neun Jahre in Frankreich. Während dieser Zeit wurde er von Freunden aus der Kommunistischen Partei Frankreichs PCF unterstützt und brachte Stewardessen der Air France Englisch bei.

## Lehrtätigkeit
1955 bis 1961 war er Lehrbeauftragter an der Aberystwyth University. 1962 kam er als Fellow und Tutor für Neuere Geschichte ans Balliol College in Oxford. Cobb war von 1973 bis 1984 Professor für Neuere Geschichte an der University of Oxford. Sein Spezialgebiet war die Zeit der Französischen Revolution.

## Familienleben
Cobb war seit 1963 in dritter Ehe mit Margaret Tennant verheiratet und hatte drei Söhne und eine Tochter.

## Preise und Ehrungen
- 1967 wurde er Mitglied (Fellow) der British Academy.[6]
- 1976 wurde er Officier des Ordre national du Mérite, 1984 Ritter der Ehrenlegion.[7]
- 1978 wurde er Commander of the British Empire.
- 1979 wurde er mit dem Wolfson History Prize ausgezeichnet.

## Schriften
- The Streets of Paris, Introduction and Text, Photos by Nicolas Breach. Pantheon Books, New York City, New York, USA 1980, ISBN 0-394510267.

Schriften auf Deutsch
- Tod in Paris. Die Leichen der Seine 1795–1801, mit einem Vorwort von Patrick Bahners. Aus dem Englischen von Gabriele Gockel und Thomas Wollermann. Klett-Cotta Verlag, Stuttgart 2011, ISBN 978-3-608-94694-9